# Sydlig maskvävare
Sydlig maskvävare (Ploceus velatus) är en fågel i familjen vävare inom ordningen tättingar. Den är en mycket vanlig fågel i torra områden i södra Afrika. Beståndet anses vara livskraftigt.

## Utseende
Sydlig maskvävare är en vävare med röda ögon, lätt streckad grön rygg och skärbruna ben. Hane i häckningsdräkt har en svart ansiktsmask med ett smalt svart band på pannan ovan näbben. Hona, hane utanför häckningstid och ungfågeln är alla färglöst tecknade. Byvävaren är större och kraftigare, med mer fläckad rygg. Hona byvävare har också kraftigare näbb och mindre bjärt färgade röda ögon. Många andra liknande arter överlappar inte i utbredningsområde.

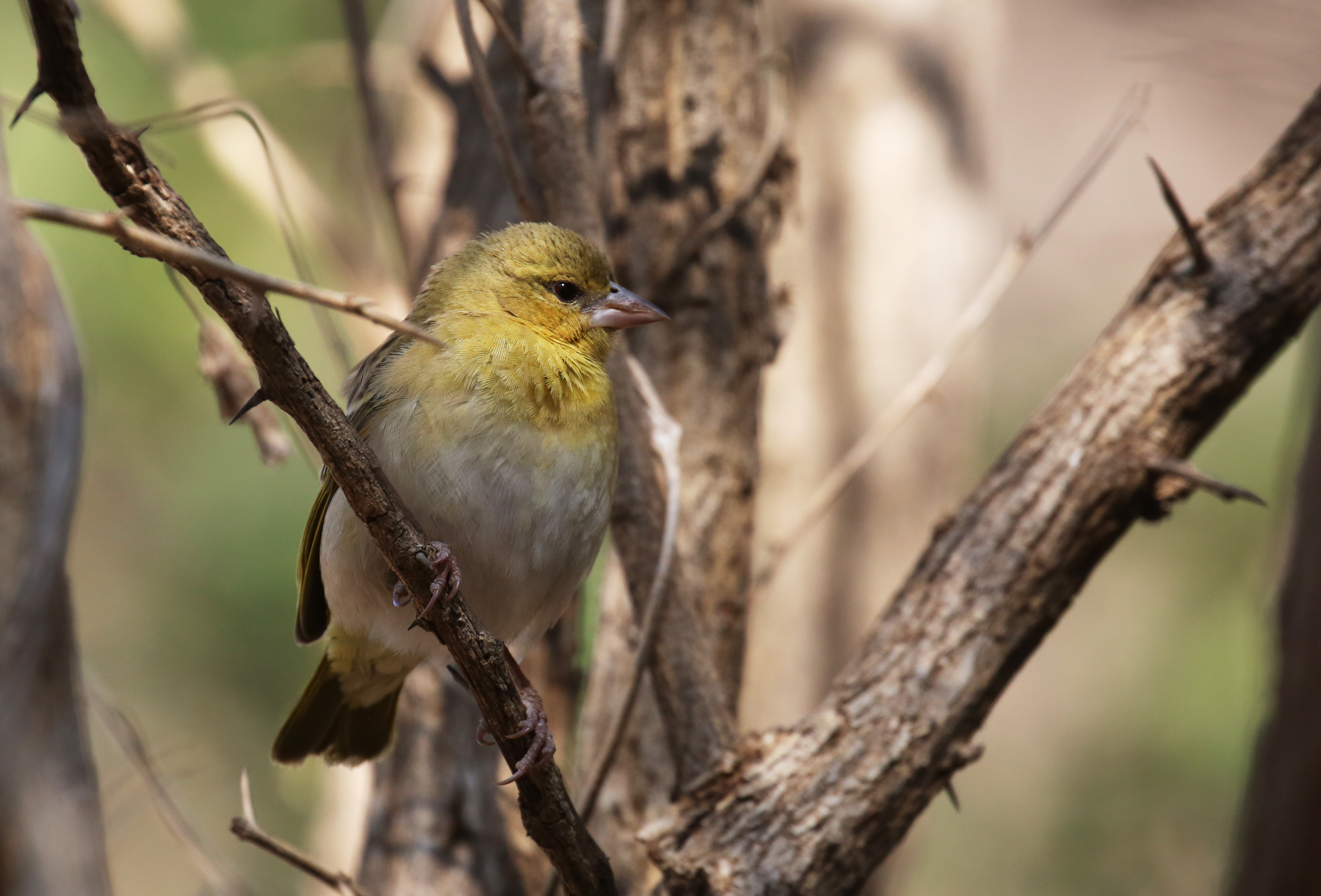

## Utbredning och systematik
Sydlig maskvävare förekommer i södra Afrika. Den delas in i sex underarter med följande utbredning:
- Ploceus velatus velatus – Västra Kapprovinsen, Norra Kapprovinsen och Free State
- Ploceus velatus nigrifrons – Östra Kapprovinsen, norra och västra KwaZulu-Natal och västra Swaziland
- Ploceus velatus tahatali – Zimbabwe, sydöstra Botswana, sydvästra Moçambique, östra Swaziland, nordöstra KwaZulu-Natal
- Ploceus velatus shelleyi – Zambia, Malawi och Moçambique
- Ploceus velatus caurinus – södra Angola, Namibia, Botswana och Norra Kapprovinsen
- Ploceus velatus finschi – kustnära Angola

## Levnadssätt
Sydlig maskvävare är en mycket vanlig fågel i öppen savann och halvtorra områden. Den häckar i kolonier över vatten eller i stora träd.

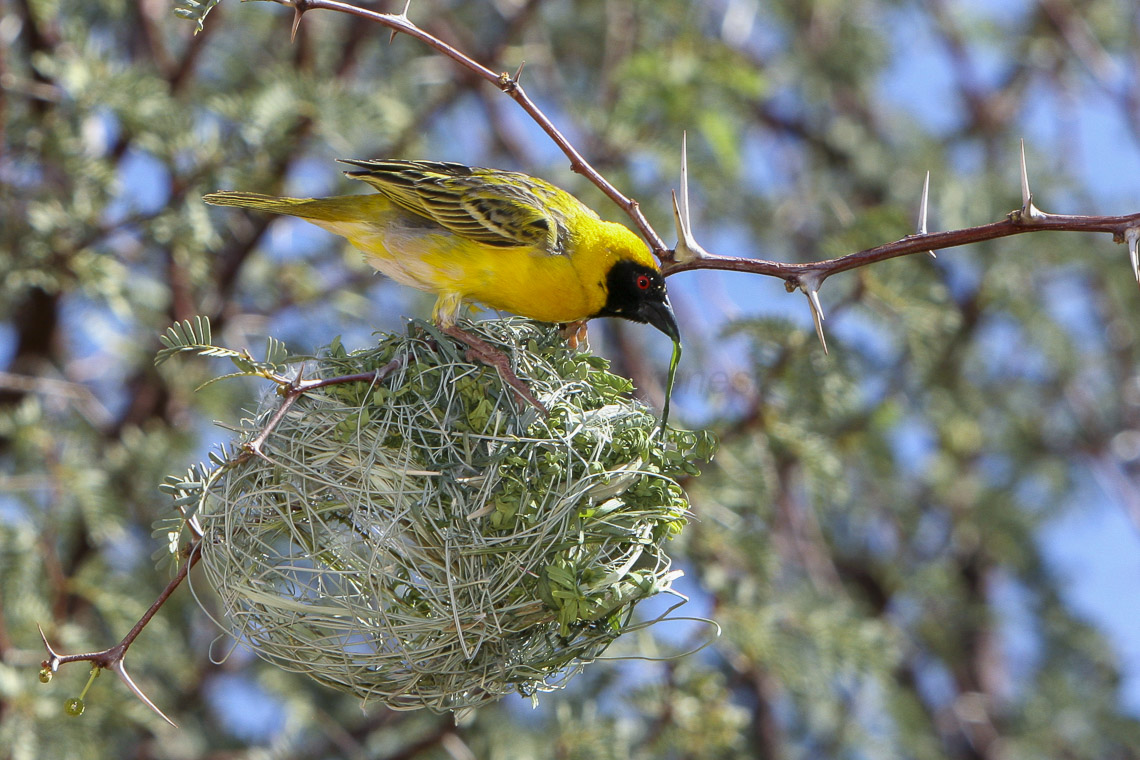
Bobyggande sydlig maskvävare i Namibia.

## Status
Arten har ett stort utbredningsområde och beståndet anses stabilt. Internationella naturvårdsunionen IUCN listar den därför som livskraftig (LC).